# Koronás sas (televíziós sorozat)
A Koronás sas, eredeti címén Korona królów (a. m. Királyok koronája), egy 2018-ban bemutatott 400 részesre tervezett televíziós sorozat. A lengyel történelmi dráma a XIV. században játszódik és a nemzet királyainak életét dolgozza fel, Wojciech Pacyna, Jacek Soltysiak és Jerzy Krysiak rendezésében.
A Magyar Televízió M5 csatornája 2019. június 23-ától vasárnaponként sugározta, és az azt követő hétfőnként ismételte. Az első 400 rész második fele 2022 őszétől 2023. január 18-ig minden hétköznap délután két rész ment le, amelyeket másnap délelőtt ismételtek. 19-étől a sorozat közvetítését ebben a rendben megismétlik.

## Készítették
- Rendező: Wojciech Pacyna; Jacek Soltysiak; Jerzy Krysiak
- Forgatókönyvíró: Ilona Łepkowska
- Zeneszerző: Marcin Przybyłowicz
- Operatőr: Krzysztof Pakulski, Jacek Fabrowicz

## Epizódok
| Évad | Epizódok | Epizódok | Lengyel sugárzás    | Lengyel sugárzás | Magyar sugárzás    | Magyar sugárzás      |
| Évad | Epizódok | Epizódok | Évadpremier         | Évadfinálé       | Évadpremier        | Évadfinálé           |
| ---- | -------- | -------- | ------------------- | ---------------- | ------------------ | -------------------- |
| 1    | 1–84     | 84       | 2018. január 1.     | 2018. május 23.  | 2019. június 23.   | 2020. május 31.      |
| 2    | 85–245   | 161      | 2018. szeptember 3. | 2019. június 25. | 2020. június 6.    | 2021. szeptember 17. |
| 3    | 246–400  | 155      | 2019. szeptember 9. | 2020. október 8. | 2021. november 5.  | 2023. január 18.     |
| 4    | 401–525  | 125      | 2023. január 2.     | 2024.            | 2023. november 23. |                      |

## Szereplők
| Szerep | Évad | Megjegyzések | Színész                                                       | Magyar hang        |
| --- | ---- | --- | ------------------------------------------------------------- | ------------------ |
| I. (Kis) Ulászló | 1-2. | Lengyelország királya | Wiesław Wójcik                                                |                    |
| Idősebb Piast Hedvig | 1-2. | Lengyelország (anya)királynéja, Árpád-házi Jolán magyar királyi hercegnő lánya és IV. Béla magyar király unokája, I. Ulászló felesége, III. Kázmér és Piast Erzsébet magyar királyné anyja | Halina Łabonarska                                             | Menszátor Magdolna |
| III. (Nagy) Kázmér | 1–2. | Lengyelország királya | Mateusz Król Andrzej Hausner                                  | Varga Gábor        |
| Litvániai Anna (Aldona) | 1–2. | Lengyelország királynéja, III. Kázmér első felesége. A házasságukból két lány született, fiúörökössel viszont nem tudta megajándékozni férjét. Gediminas litván nagyfejedelem lánya, Pomerániai Erzsébet német-római császárné nagyanyja és Zsigmond magyar király dédanyja | Marta Bryła                                                   | Zsigmond Tamara    |
| Hesseni Adelhaid | 2.   | Lengyelország királynéja, III. Kázmér második felesége, tőle sem született fia Kázmérnak, aki éppen ezért el akart tőle válni, de a pápa nem bontotta fel a házasságot, és Kázmér későbbi házasságait bigámiának tekintette | Aleksandra Przesław                                           | Peller Anna        |
| Rokiczana Krisztina | 2.   | Lengyelország királynéja, III. Kázmér harmadik felesége, tőle sem született fia Kázmérnak, de mivel a pápa nem bontotta fel a a király korábbi házasságát, ezért Kázmér e házasságát bigámiának tekintette. | Michalina Sosna                                               |                    |
| Ifjabb Piast Hedvig | 2.   | Lengyelország királynéja, III. Kázmér negyedik felesége, három lányt szült, így tőle sem született fia Kázmérnak, és mivel VI. Ince pápa nem bontotta fel a a király második házasságát, ezért Kázmér e házasságát is bigámiának tekintette, bár a lányait e kapcsolatából még a király életében törvényesítette. Cillei Anna lengyel királynénak, II. (Jagelló) Ulászló második feleségének a nagyanyja. | Aleksandra Nowosadko                                          |                    |
| I. (Anjou) Károly (Róbert) | 1.   | Magyarország királya, I. Ulászló veje, III. Kázmér sógora | Jan Krzysztof Szczygieł                                       |                    |
| Idősebb Piast Erzsébet | 1–3. | Magyarország királynéja, Lengyelország kormányzója a fia nevében, azonban lengyel létére a magyar érdekek érvényesítése okán egy a lengyel katonák lemészárlása miatti incidenst követően lemondásra kényszerült, és visszatért Magyarországra; I. Ulászló lánya, III. Kázmér nővére, Nagy Lajos anyja | Katarzyna Czapla                                              | Németh Borbála     |
| I. (Nagy) Lajos | 1–3. | Magyarország és Lengyelország királya, I. Ulászló unokája, III. Kázmér unokaöccse és örököse a lengyel trónon | Kamil Siegmund Jan Hrynkiewicz Filip Pilarski Filip Dziwiszek |                    |
| Kotromanić Erzsébet | 3.   | Magyarország és Lengyelország királynéja, Nagy Lajos második felesége, I. (Szent) Hedvig és I. Mária királynők anyja. Férje halála után a kiskorú Mária nevében kormányozza Magyarországot, de ellene felkelés tör ki, elfogják a lányával, akinek a szeme láttára megfojtják, miközben Hedvig már Lengyelországban van.                                                                                  | Małgorzata Buczkowska                                         |                    |
| I. (Anjou) (Mária | 3.   | Magyarország királya, I. Lajos idősebbik leánya, Zsigmond első felesége, lovasbaleset következtében megindult szülésben halt meg | Olga Madejska Justyna Zielska Nadia Gałzińska                 |                    |
| I. (Szent) Hedvig | 3-4. | Lengyelország királya, I. Lajos kisebbik leánya, Jagelló Ulászló első felesége, gyermekágyi lázban halt meg | Dagmara Bryzek Amelia Zawadzka Natalia Wolska                 |                    |
| Anjou Katalin | 3.   | I. Lajos kisebbik leánya, magyar hercegnő | Katarzyna Litwiniak                                           |                    |
| Anjou András | 1-2. | Nápoly címzetes királya I. Johanna királynő első férjeként, I. Ulászló unokája, I. Lajos idősebb öccse, Nápoly mellett meggyilkolták. | Bartłomiej Zieliński                                          |                    |
| Anjou István | 1–2  | Magyarország régense a bátyja nápolyi hadjárata idején, I. Ulászló unokája, I. Lajos ifjabb öccse. | Wiktor Benicki Filip Dziwiszek                                |                    |
| Idősebb Piast Kunigunda | 1–2  | I. Ulászló lánya, III. Kázmér nővére, Świdnicai Anna német-római császárné nagyanyja | Anna Grycewicz                                                | Huszárik Kata      |
| II. Schweidnitzi Bolko | 1-2. | Schweidnitz hercege. Idősebb Piast Kunigunda fia. I. (Kis) Ulászló unokája. | Andrzej Popiel                                                |                    |
| Agnes von Habsburg | 1-2. | Schweidnitz hercegnő. II. Schweidnitzi Bolko felesége | Ewelina Pankowska                                             |                    |
| II. Schweitnitzi Henryk | 2.   | Schweidnitz hercege. Idősebb Piast Kunigunda fia. I. (Kis) Ulászló unokája. Schweidnitzi Anna apja. | Michał Wolny                                                  |                    |
| I. (Vak/Luxemburgi) János | 1.   | Csehország királya, II. Vencel cseh, és lengyel király vejeként I. Ulászló ellenfele a lengyel trónért vívott harcban, de a visegrádi királytalálkozón ő és fia végleg lemond a lengyel trón iránti igényeiről. | Saniwoj Król                                                  |                    |
| IV./I. Károly | 1–2. | Csehország királya, német-római császár, I. János fia, III. Kázmér Erzsébet unokájának a férje, Zsigmond magyar király apja. | Jan Marczewski Saniwoj Król                                   |                    |
| Schweidnitzi Anna | 2.   | Csehország királynéja, német-római császárné, IV. Károly harmadik felesége, I. Ulászló dédunokája, I. Károly (Róbert) unokája, IV. Vencel anyja. | Natalia Wolska Julia Gawrysiuk                                |                    |
| Pomerániai Erzsébet | 2.   | Csehország királynéja, német-római császárné, IV. Károly negyedik felesége, III. Kázmér unokája, Zsigmond király anyja |                                                               |                    |
| Gediminas | 1.   | Litvánia nagyfejedelme, III. Kázmér apósa, Zsigmond magyar király ükapja | Bohdan Graczyk                                                |                    |
| Algirdas | 1–2. | Litvánia nagyfejedelme, Gediminas fia, III. Kázmér sógora, Jagelló Ulászló apja | Wojciech Żołądkowicz                                          | Törköly Levente    |
| Tveri Julianna | 3    | Litvánia nagyfejedelemnéje, Jagelló Ulászló anyja, Hedvig királynő anyósa | Dorota Naruszewicz                                            |                    |
| II. Jagelló Ulászló | 2-4. | Litvánia nagyfejedelme, Lengyelország királya, i. Hedvig királynő férje, Algirdas és Tveri Julianna fia | Wasyl WasyłykSebastian Skoczeń                                |                    |
| Ifjabb Piast Erzsébet | 1–2  | III. Kázmér és Anna-Aldona királyné idősebb lánya, V. Boguszlav pomerániai herceg első felesége, Pomerániai Erzsébet német-római császárné anyja, Zsigmond magyar király nagyanyja | Marta Wiśniewska Gabriela Świerczyńska Julia Młynarczyk       |                    |
| Ifjabb Piast Kunigunda | 1–2  | III. Kázmér és Anna-Aldona királyné ifjabb lánya, VI. Lajos bajor herceg és brandenburgi választófejedelem első felesége, valamint IV. (Bajor) Lajos német-római császár menye | Martyna Dudek Emilia Rostek Wiktoria Zembrzycka               |                    |
| Cudka | 1–3. | III. Kázmér ágyasa, és bár három fiút is szült a királynak, mivel azonban házasságon kívüli kapcsolatból származtak, nem örökölhették a trónt. | Paulina Lasota Joanna Kwiatkowska-Zduń Marcelina Chlebna      |                    |
| Niemierza Kazimierzowic | 2-3. | Ifjabb, III. Kázmérnak az ágyasától, Cudka úrnőtől született házasságon kívül született legidősebb fia, mivel azonban házasságon kívüli kapcsolatból származott, nem örökölhette a trónt. | Karol Czajkowski                                              |                    |
| Niemierza z Gołczy | 1-2. | Idősebb, III. Kázmér ágyasának, Cudka úrnőnek a férje és ifjabb Niemierza úrnak a nevelőapja | Piotr Gawron-Jedlikowski                                      | Czető Roland       |
| Egle | 1-2. | Anna-Aldona királyné litván származású udvarhölgye | Karina Seweryn                                                | Zakariás Éva       |
| Vilmos osztrák herceg | 3.   | Anjou Hedvig vőlegénye. Osztrák herceg. | Kacper Gaduła-Zawratyński Bruno Tomczyk                       |                    |
| III. Lipót osztrák herceg | 3.   | Osztrák herceg. | Wojciech Niemczyk                                             |                    |
| Nankier | 1.   | Krakkó püspök 1326-től 1326-ig. | Stanisław Zatłoka                                             |                    |
| Jan Grot | 1-2. | Krakkó püspök 1326-től 1357-ig. | Robert Gonera                                                 |                    |
| Jan Bodzęta | 2.   | Krakkó püspök 1358-től 1366-ig. | Artur Dziurman                                                |                    |
| Janisław | 1.   | Gniezno érsek 1317-től 1341-ig. | Marcin Rudziński                                              |                    |
| Jarosław Bogoria | 1-2. | Gniezno érsek 1342-től 1371-ig. | Andrzej Deskur                                                |                    |
| Suchywilk | 2-3. | Gniezno érsek 1374-től 1382-ig. | Paweł Jansyt                                                  |                    |
| További magyar hangok: |      | |                                                               |                    |
| Kelemen Kata, Szabó Sipos Barnabás, Forgács Gábor, Barbinek Péter, Makranczi Zalán, Tímár Éva, Kassai Károly, Rosta Sándor, Molnár Ilona, Faragó András, Cs. Németh Lajos, Varga Rókus, Posta Victor. |      | |                                                               |                    |

## Bakik
A sorozat elején a királyi lakomán a csipős magyar ételekről van szó, amivel nyilván az erőspaprikára utalnak. Az még több mint 120 évig nem jutott el Amerikából Európába, Magyarországon meg a 17. század előtt nemigen válhatott jellegzetes nemzeti fűszerré.